# 劳伦斯弟兄
劳伦斯弟兄（Brother Lawrence，1614年—1691年2月12日）原名尼古拉斯·赫尔曼（Nicolas Herman），17世纪法国奥秘派基督徒。虽然劳伦斯弟兄一生只在巴黎的加尔默罗会修道院担任干勤杂工的庶务修士，晚年却备受推崇，其言论、信件被编辑成《与神同在》和《劳伦斯属灵格言》等属灵名著。他强调要达到与上帝同在，总要用心与爱，过于用悟性。

## 生平
劳伦斯弟兄出生在法国东部洛林地区（今属大东部大区）默尔特-摩泽尔省吕内维尔区的埃里梅尼勒. 。他的父母是农民，所以他所受的学校教育相当有限。年轻的尼古拉斯·赫尔曼的幼年恰逢1618年至1648年破坏中欧的三十年战争。由于贫穷，年轻的赫尔曼被迫从军，以保证能获得食物和一点津贴。在此期间，16岁的赫尔曼声称一次经历使他踏上了独特的灵性之旅。 16岁时，他在战场上看到一棵没有叶子的树。他意识到这棵树在几个月内将长满叶子并且开花，把这棵树视为上帝改变人心的能力的象征。他参加了三十年战争，受伤后，离开了军队，成为一名仆人。1635年，尼古拉斯在离他家乡不远的兰伯维尔斯与瑞典步兵和法国骑兵作战，在途中，他被德国军队俘虏，被当作间谍对待。他们甚至威胁要绞死他。他无所畏惧地回答。士兵们看到他的勇气，就释放了他。瑞典人进入洛林，在经过该地区时，袭击了拉姆伯维尔斯小镇，他在那里受了伤，终生跛脚（当时兰伯维尔有2660名居民，八年后只有400名幸存者）。可怕的战争经验使他转向宗教，终生没有放弃。他从未谈到过他所经历的恐怖，但影响一直维持了终生。在父母家中休养了一段时间后，他成为法国国王的司库威廉·德·富伊伯特的仆人。
尼古拉的仆人工作结束后，决心效法叔叔，成为一名加尔默罗会隐修士，寻求精神满足。1640年6月中旬，26岁时在巴黎进入沃日拉尔路（Rue de Vaugirard）的加尔默罗会修道院， 担任干勤杂工的庶务修士。 圣名“复活的劳伦斯”。1642年8月14日发愿。 他在巴黎修道院度过了余生，主要从事厨房工作，晚年腿部溃疡，才由上司指派较轻松的制鞋工作。 他的影响渐渐越来越大，甚至许多许多有学问的人，和教会人士也尊敬他，其中包括弗朗索瓦·芬乃伦神父。
尽管劳伦斯弟兄在修道院地位很低，但他的品格吸引了许多人。他以经历到内在深刻的平安而著称，许多来访者纷纷前来寻求他的灵性指导。 在其言论和信件中所展现出的智慧，后来整理成《与神同在》一书。一位著名的神职人员，阿贝·约瑟夫·德·博福特记录劳伦斯弟兄的言论，在他死后将其编纂成书。 这本小书得到巴黎总主教路易-安托万·德·诺瓦耶的批准出版。巴黎总主教表彰劳伦斯弟兄 “忘记了自己，并愿意为上帝失去自己，”他不再想到美德或他的救赎 ... 他总是用没有利益的爱来管理自己。 这本书包括他本人的十六封书信，和四次谈话。这本书在罗马天主教和更正教中都很流行，约翰·卫斯理、威拉德·斯佩里、陶恕和汉娜·惠特尔·史密斯都向其他人推荐这本书。汉娜·惠特尔·史密斯称“这本小书是我所知道的最有帮助的书之一”。
德博福特神父回忆说：“劳伦斯很敞开，能激发信心，让你觉得你可以告诉他任何事情…一旦你透过粗糙的外表，发现不寻常的智慧，超出普通庶务修士标准的自由。”
在他生命的最后几年里，病了三次。当他第一次康复时，他对医生说：“医生，你的补救措施对我来说太有效了。你只是推迟了我的幸福。”他在2月6日结束他的最后一封信时说，“我希望几天后能见到他。”劳伦斯弟兄于1691年2月12日在巴黎修道院去世，享年七十七岁。 他虽然一生默默无闻，但他的教导影响至今。盖恩夫人的同工弗朗索瓦·芬乃伦神父在他写的书里引用并讨论了他的观点，还把他比作让-约瑟夫·苏林（Jean-Joseph Surin）。